# Zorraquín
Zorraquín ist ein Ort und eine Gemeinde (municipio) im äußersten Westen der spanischen Region La Rioja mit 86 Einwohnern (Stand: 2024). Zur Gemeinde gehören auch die Wüstungen Villanueva und Ollora.

## Lage und Klima
Zorraquín liegt etwa 52 Fahrtkilometer westsüdwestlich von Logroño in einer Höhe von etwa 865 m. Das Klima ist warm und gemäßigt. Der Jahresgesamtniederschlag liegt bei 973 mm.

## Bevölkerungsentwicklung
| Jahr      | 1960 | 1970 | 1981 | 1991 | 2001 | 2011 | 2021 |
| Einwohner | 105  | 66   | 45   | 43   | 41   | 87   | 90   |

In der 2. Hälfte des 19. und der ersten Hälfte des 20. Jahrhunderts hatte der Ort stets zwischen 550 und 700 Einwohner. Infolge der Mechanisierung der Landwirtschaft und des daraus resultierenden geringeren Arbeitskräftebedarfs ist die Zahl der Einwohner seit der Mitte des 20. Jahrhunderts deutlich zurückgegangen.

## Wirtschaft
An erster Stelle im Wirtschaftsleben der Gemeinde steht traditionell die Landwirtschaft und hier vor allem der Weinbau. Tormantos gehört zum Anbaugebiet der Rioja Alta. Daneben werden auch Weizen, Gerste, Kartoffeln sowie verschiedene Gemüsepflanzen kultiviert.

## Sehenswürdigkeiten
- Stephanuskirche